# 千の風になって
『千の風になって』（せんのかぜになって）は、アメリカ合衆国で公開された詩『Do not stand at my grave and weep』の日本語訳。また、それを歌詞とする歌。
2001年、新井満がアメリカ合衆国発祥とされるこの詩を日本語に訳し、自ら曲を付けた。原詩の3行目 "I am a thousand winds that blow" を借りて『千の風になって』のタイトルがつけられた。この歌の歌詞に秋・冬・朝・夜があって春・夏・昼がないのは、原詩で韻を踏むためにそれらの言葉が使われているためである。

## 概要
当初、新井は私家盤としてこの曲のCDを30枚のみプレスし、知人に配布していたが、2003年8月28日付の朝日新聞朝刊『天声人語』で『Do not stand at my grave and weep』が取り上げられた際に新井の訳詩が掲載され、少しずつ話題となっていった。2003年11月6日には新井歌唱のCD（市販盤）と詩集が発売された。新井の市販盤は2003年当時にオリコンシングルチャートで最高50位、23週連続チャートインを記録しており、詩集は2006年12月末までに40万部を突破した。
2004年1月17日に、ニッポン放送の番組『スーパーステーション“千の風になって”』で本楽曲が特集される。同年には、同タイトルによる劇映画も公開された。当初、『天国への手紙』の題名で試写会も行われていたが、製作者側が新井の了承を得た上でタイトルを変更し、同名曲を主題歌に起用した。監督・脚本は金秀吉。出演は南果歩、吉村実子、西山繭子。配給シネカノン。新井も主題歌と脚本協力で参加している。ロードショー上映時に観た人や、『NHK紅白歌合戦』で歌を知った人たちからの要望はあるが、いまだDVD・ビデオは発売されていない（制作会社はDVD発売を新聞サイトにアナウンスしているが発売時期は未定。ただし、2010年にポニーキャニオンから＜図書館用DVD＞が発売されている）。
2005年には宝塚歌劇団の彩乃かなみが、阪神大震災から10年のチャリティーコンサートで歌った。
2006年に秋川雅史によるバージョンが発表され、同年の第57回NHK紅白歌合戦への出場を機に一般的に知られることとなったが、それ以前からこの作品はいくつかのアーティストにより発表されている。
秋川がNHK紅白歌合戦で歌唱後、2007年1月29日付のオリコンシングルチャートでは、新井盤が16位、新垣勉盤も初の200位以内チャート入りを記録した。
2006年11月福山雅治がライブ「PHOTO STAGE」で、同時多発テロの写真を上映しつつ、『千の風になって』を朗読している。
「千の風になって」の楽譜も多数市販されており、主なところでは混声合唱用としては大田桜子編曲のもの。吹奏楽用としては小島里美編曲（出版：ミュージックエイト）、船本孝宏編曲（出版：ウィンズスコア）のもの。また木管五重奏用として三浦秀秋編曲（出版：ウインズスコア）のものが発売されている。
2007年度の日本音楽著作権協会（JASRAC）の著作権使用料分配額（国内作品）ランキングで年間10位を獲得した。

## 年表
- 2003年
  - 11月6日 - 訳詞・曲を務めた新井満がマキシシングル『千の風になって a thousand winds』（2001年のオリジナルバージョンも収録された。）として発表。
- 2004年
  - 4月21日 - 新井満がアルバム『千の風になって 〜再生〜』の中に収録。
  - 9月22日 - 新垣勉がシングルとして発表。
- 2005年
  - 7月2日 - 綾乃ひびきがマキシシングル『永遠の風』の中に収録。
  - 10月 - 当間修一編曲の混声合唱版が、ヴォーカル・アンサンブル“アウローラ・ムジカーレ”によるCD『ベスト・セレクション』（制作：大阪コレギウム・ムジクム）の中に収録される。
- 2006年
  - 5月24日 - 秋川雅史がシングルとして発表。
  - 8月10日 - 中島啓江がシングルとして発表。
  - 9月6日 - 新井満のプロデュースによるコンピレーション盤『千の風になって スペシャル盤』が発売され、大勢のアーティストにより歌唱されている。このアルバムに参加したアーティストは新井満、Yucca、谷川賢作、中島啓江、コペルニクス、新垣勉、アトリエ・イサナ、スーザン・オズボーン、加藤文生、日野原重明LPC混声合唱団。
  - 11月1日 - ソプラノ歌手の宗田舞子がシングルとして発表。
  - 11月21日 - オユンナがアルバム『Wish〜ねがい〜』の中に収録。
- 2007年
  - 2月22日 - テノール歌手の勝田友彰がミニアルバム「仰げば尊し」の中に収録。
  - 3月21日 - Yuccaがシングルとして発表。
  - 4月6日 - 宮本隆治が『千の風になって』の詩を朗読したシングル『宮本隆治の“千の風になって”』として発表。
  - 5月7日 - 加藤登紀子がアルバム『シャントゥーズII〜野ばらの夢〜』の中に収録。新井満たっての希望での発表でもあった。
  - 5月11日 - 『大沢悠里のゆうゆうワイド』（TBSラジオ）に出演しているさこみちよがシングルとして発表（編曲、古寺ななえ、冨田一三）。大沢悠里の朗読入りとフォークの2つのヴァージョンが収録されている。
  - 5月23日 - 鮫島有美子がアルバム『千の風になって〜新しい日本の抒情歌』の中に収録。
  - 6月6日 - 加藤登紀子のバージョンがシングルカットされ発売。
  - 6月21日 - 佐藤美枝子がアルバム『千の風になって』の中に収録。
  - 7月7日 - ミネハハがシングルとして発売。
  - 8月6日 - 版画家「[観瀾斎（かんらんさい）の千の風に]」の絵本が出版され、アメリカ同時多発テロ事件9.11の犠牲者の子供たちを支援する財団Tuesday's Childrenの代表者のカルゾネッティに寄付された。観瀾斎は「詩に思いをはせ、芸術家としての集大成のつもりで彫った。亡くなった後も、風や鳥、雨となり見守っているとのメッセージが、絵とともに遺族に届いてほしい」と期待する。
  - 8月22日 - 美吉田月が、アルバム『pure flavor #1〜color of love〜』の中に収録。
  - 10月3日 - Zeroが、韓国語歌詞と日本語歌詞で歌ったシングルを発表。
  - 11月21日 - 辛島美登里が、アルバム『ブーケガルニ』の中に収録。
  - 12月19日 - 井上あずみが、アルバム『出会いと旅立ちの歌』の中に収録。
  - 12月26日 - タンポポ児童合唱団が、キングレコードから発売の『こどもヒット!ヒット!ソング〜おしりかじり虫・千の風になって〜』KICG-235/6 の中に収録。
- 2008年
  - 4月23日 - チェリッシュが、シングル「約束は心の中に」の中に収録。
  - 6月1日 - 李広宏 Lee Koko歌手が、中国語に訳詞した中国語バージョンが誕生。中国語歌詞と日本語歌詞で歌ったシングルを発表。
  - 7月2日 - 音田淳がシングルとして発表。
  - 10月22日 - 岩崎宏美が、アルバム『Dear Friends IV』の中に収録。
  - 11月27日 - 坂田銀時（声‐杉田智和）が、『銀魂』内で熱唱。
- 2009年
  - 7月7日 - ミネハハが、アルバム『響 hibiki』の中に収録。
  - 12月2日 - SISTER KAYAが、アルバム『Heartful Lovers』の中に収録。
- 2010年
  - 10月6日、島津亜矢が、アルバム『Singer』の中に収録。
  - 12月22日 - Boyz II Men（ボーイズトゥーメン）が、アルバム『COVERED-Winter-』の中に収録。
- 2015年
  - 5月27日 - つるの剛士が、アルバム『つるのうた3』の中に収録。

## 新井満版『千の風になって』をめぐる議論

### 原詩の扱いに関して
イギリスの日刊紙『タイムズ』によると、『千の風になって』の原詩である『Do not stand at my grave and weep』は、アメリカ人女性メアリー・フライの作品とされる。詩の起源としてはこの説がもっとも有力とされるが、海外においてもまだ論争はあり、確実な説というわけではない。
訳詩者である新井満は、単行本版『千の風になって』において、原作者をめぐる複数の説のひとつとしてメアリー・フライの名前を挙げているものの、決定的な説としては紹介しておらず、作者不詳とするのが最も適切だと主張していた。その後、建築家の井上文勝による著書『「千の風になって」 紙袋に書かれた詩』の原稿を出版前に読み、納得のいく解答として、メアリー・フライ説を支持している。

### 「千の風」商標登録と「千の風・基金」
『週刊プレイボーイ』によると、「新井滿」は商標「千の風」で洗浄剤及び化粧品、家具及びプラスチック製品であって他の類に属しないもの、アルコールを含有しない飲料及びビール、ビールを除くアルコール飲料の商品及び役務（サービスのこと）について権利者となっている。なお、メアリー・フライは著作権すら放棄しており、原詩はパブリックドメインとなっている（上述『タイムズ』記事より）。
一方、新井の公式ウェブサイトでは商標利用料は「千の風・基金」に全額寄付しており、その詳細を掲載している。「千の風・基金」の活動例として、2004年の新潟県中越地震で被害にあった「支援センター・あんしん」に100万円、さらに2007年7月新潟いのちの電話に100万円を挙げている。「千の風」の商標を使用している企業は、日本酒「千の風」を販売している塩川酒造（新潟市）、「お香・千の風になって」を販売している平安女学院（京都市）の2つ。いずれも『千の風になって』が生まれた経緯に共感して商品を企画し、新井に相談した上で利益の一部を「千の風・基金」に寄付することを決めた。ただし、商標登録から得られる資金では基金として成り立たないため、「千の風」の商標使用料の他に新井本人からの寄付金と「千の風」の商標を使用している企業からの寄付金も資金源としている。

### 剽窃の疑い
2009年11月に入り、著作家南風椎が自らのブログで、新井の『千の風になって』が、南風の1995年の著作『1000の風―あとに残された人へ』（ISBN 978-4883209064）の剽窃であると表明、過去に新井が非公式に謝罪したエピソードなどを紹介している。
しかし新井がその後も公式にはその事実を認めることなく、さらには原詩である作者不詳の詩 「A THOUSAND WINDS」 が本来パブリックドメインの詩であるにもかかわらず、名称を商標登録したことを批判している。
新井はパブリックドメインとなっている英語詩については商標登録してはいないが、南風椎の剽窃とされる『千の風になって』の日本語の翻訳詩の方について著作権を有し、商標登録している。著作権すら放棄しているメアリー・フライと比較してのこの動向に疑問を持つ人々も多い。

### 批判
仏教史家の松尾剛次は著書「葬式仏教の誕生」（2011年、平凡社新書）において、「この歌詞は石塔（墓）を立てて、盆や彼岸にそれに参る、われわれの葬礼習俗への挑戦ともいえるもの」「東日本大震災後の遺体捜索を見れば、遺体によって親族の死を確認し火葬骨を墓に納めたいという遺族の強烈な願いと行政がそれを無視できないことが露わにされている。『千の風となって』吹きわたっているから捜索などしないでなどと思ってはいない」と述べている。

## アンサーソング
2005年7月2日リリースの綾乃ひびきによる『千の風になって』カヴァーマキシシングル「永遠の風」に、アンサーソング（返歌）として、『永遠の風』が収録。
王様によって、『千の風になって』のアンサーソング『万の土になった〜お墓参りに行こう〜』が発表された。2008年7月4日発売のアルバム『くりそつ伝説』に収録。

## 関連番組
“千の風になって”に出会った人のことが、いくつかの番組で放送されている。
NHK
- ゆうどきネットワーク 「“千の風になって”今もあなたはそばにいる」
- クローズアップ現代 「千の風に寄せる思い」
- 生活ほっとモーニング 「わたしの“千の風になって”」

フジテレビ
- 千の風になって ドラマスペシャル